# Deadmau5
deadmau5 (czyt. "dead mouse"), właśc. Joel Thomas Zimmerman (ur. 5 stycznia 1981 w Niagara Falls) – kanadyjski DJ i kompozytor muzyki elektronicznej. Właściciel i założyciel wytwórni muzycznej mau5trap. Zimmerman otrzymał sześć nominacji do nagrody Grammy za swoją pracę. Współpracował z innymi DJ-ami i producentami, takimi jak Kaskade, MC Flipside, Rob Swire czy Wolfgang Gartner. Współpracował także ze Steve’em Dudą pod nazwą BSOD (Better Sounding On Drugs), a także był członkiem grupy o nazwie WTF? ze Steve’em Dudą, Tommym Lee i DJ-em Aero. Deadmau5 jest jednym z najlepiej opłacanych producentów muzyki elektronicznej na świecie.

## Wczesne życie
Urodził się w kanadyjskim Niagara Falls w prowincji Ontario. Jego matka, Nancy (z domu Johnson) jest artystką wizualną, a jego ojciec, Rodney Thomas "Rod" Zimmerman jest pracownikiem General Motors. Ma starszą siostrę Jennifer oraz młodszego brata Chrisa.

## Twórczość
W 2000 roku Joel Zimmerman i Derek Caesar wydali singiel wyprodukowany na winylu zatytułowany „I Don't Want No Other” pod nazwą grupy Dred and Karma. Kompilacja z 2006 roku zatytułowana Deadmau5 Circa 1998–2002 została wydana samodzielnie pod pseudonimem Halcyon441. Jego debiutancki album studyjny Get Scraped został wydany w 2005 roku, a kontynuacja Vexillology w 2006 roku. Jego przełom, Random Album Title, został wydany w 2008 roku i uzyskał złoty certyfikat w Kanadzie, i srebrny w Wielkiej Brytanii. Album ten zawiera przełomowe utwory jak „Faxing Berlin”, „Not Exactly” czy „I Remember” z Kaskade. 
W 2009 roku ukazał się jego czwarty album studyjny For Lack of a Better Name, który zyskał uznanie krytyków. Utwory z tego albumu to m.in. „Ghosts 'n' Stuff” z udziałem Roba Swire'a, „Hi Friend” czy „Strobe". Jego piąty album studyjny, 4x4=12, wydany pod koniec 2010 roku, był wspierany przez single „Some Chords”, „Animal Rights” z Wolfgangiem Gartnerem, „Sofi Needs a Ladder” z piosenkarką SOFI oraz "Raise Your Weapon” z Gretą Svabą Bech.
W 2012 roku Zimmerman wydał single „The Veldt”, „Professional Griefers” (z udziałem Gerarda Waya), a także rok później singiel „Telemiscommunications" z Imogen Heap odnosząc sukces komercyjny. Te single pojawiły się na jego szóstym albumie studyjnym, Album Title Goes Here. Po odejściu z wytwórni Ultra Records, Zimmerman wydał swój siódmy album studyjny, While (1<2) przez Astralwerks i Virgin EMI w 2014 roku. Wydanie albumu było wspierane przez cztery single; „Avaritia”, „Seeya” z piosenkarką Colleen D'Agostino, „Infra Turbo Pigcart Racer” i „Phantoms Can't Hang". Po krótkiej przerwie ósmy album studyjny Zimmermana W:/2016ALBUM/ został wydany pod koniec 2016 r. z singlami „Snowcone” i „Let Go” z Grabbitzem.
W 2022 roku deadmau5 wraz z Kaskade zapowiedzieli swój nowy projekt "Kx5". W grudniu duet był główną gwiazdą występu w Los Angeles w LA Memorial Coliseum. Koncert pobił rekordy z 50-tysięczną publicznością i zainkasował 3,7 miliona dolarów. W 2023 r. duet wydał swój debiutancki album o tej samej nazwie.

## Dyskografia
- Get Scraped (2005)[4]
- Vexillology (2006)[5]
- Random Album Title (2008)[6]
- For Lack of a Better Name (2009)[7]
- 4x4=12 (2010)
- Album title goes here (2012)
- While (1<2) (2014)
- W:/2016ALBUM/ (2016)
- Kx5 (2023)

## Nagrody
Juno Awards
- 2008 Dance Recording of the Year za "All U Ever Want" (oraz Billy Newton-Davis)[8].
- 2009 Dance Recording of the Year za "Random Album Title"[9].
- 2010 Dance Recording of the Year za "Lack of a Better Name"[10].

Beatport Music Awards
- 2008 Najlepszy twórca Electro House.
- 2008 Najlepszy twórca Progressive House.
- 2008 Najlepszy utwór "Not Exactly".
- 2008 Najlepszy remix, trzecie miejsce za Burufunk vs. Carbon Community – "Community Funk" (Deadmau5 Remix).
- 2009 Najlepszy twórca Electro House.
- 2009 Najlepszy twórca Progressive House.

DJmag.com Top 100 DJs Poll
- 2008 Najwyższa pozycja w karierze, pozycja 11. na najlepszego DJ-a.
- 2009 Najwyższa pozycja w karierze, pozycja 6. na najlepszego DJ-a
- 2010 Najwyższa pozycja w karierze, pozycja 4. na najlepszego DJ-a.[11]